# Cymothoa liannae
Cymothoa liannae es una especie de crustáceo isópodo marino del género Cymothoa, familia Cymothoidae. Fue descrita científicamente por Sartor & Pires en 1988.

## Distribución
Esta especie se encuentra en Brasil y el Atlántico tropical.